# André Castro
André de Castro Pereira, mais conhecido por Castro (Gondomar, Distrito do Porto, 2 de Abril de 1988), é um futebolista português que joga nas posições mais defensivas do meio-campo. Atualmente joga ao serviço do Sporting Clube de Braga. Conta com mais de 400 aparições durante toda a sua carreira, que foi passando por Portugal, pela Espanha e pela Turquia.

## Carreira
Iniciou-se aos nove anos no Gondomar, transferindo-se para os infantis do FC Porto com 12 anos. Conquistou o seu espaço, aproveitando as oportunidades que iam aparecendo: jogou a médio direito durante a "Nike Cup" e antes de se fixar no atual posto de médio centro, jogou em todas as outras posições do meio campo. Pelo caminho, conquistou dois títulos distritais nos infantis e um título nacional nos iniciados (em 01/02). Estreou-se na equipa principal do F.C. Porto a 2 de Fevereiro de 2008, frente à U. Leiria (4-0). Seguiram-se duas épocas de empréstimo ao Olhanense, ajudando a formação do Algarve a regressar à Liga na primeira temporada. Foi o melhor jogador jovem, num prémio atribuído pelo Sindicato de Jogadores Profissionais de Futebol, na segunda. Voltou ao FC Porto em 2010/11, acabando por ser emprestado ao Sp. Gijón em Janeiro de 2011.
Depois de 2 épocas emprestado ao clube espanhol, com 4 golos em 34 jogos, volta ao seu clube de formação na época 2012/13, realizando a maioria dos jogos no clube. Volta a ser emprestado, na época seguinte, desta vez ao clube turco Kasımpaşa Spor Kulübü, onde este acaba por comprar o médio depois de um empréstimo bem sucedido, ficando assim ligado ao clube durante mais 3 épocas. O jogador atrai interesse no país onde se encontra, transferindo-se assim para o Göztepe Spor Kulübü, onde também realizou 3 épocas, somando 101 jogos e 9 golos pelo emblema turco.
Na época 2020/21, acaba por voltar ao seu país natal, Portugal, desta vez para o Sporting Clube de Braga, onde se mantém até hoje, sendo considerado um exemplo para os demais e bastante adorado pelos seus adeptos devido à garra e ambição que o jogador, de agora 34 anos, demonstra não só em campo, como também fora dele. Realizou mais de 100 jogos pelo emblema da cidade de Braga, fazendo 4 golos, onde acabou por venceu a Taça de Portugal em 2020/21.

## Títulos
- FC Porto:
  - Liga Europa da UEFA: 2010–11
  - Primeira Liga: 2007–08, 2010–11, 2012–13
  - Taça de Portugal: 2010–11
  - Supertaça Cândido de Oliveira: 2010, 2012

- Olhanense:
  - Liga de Honra: 2008–09
- SC Braga:
  - Taça de Portugal: 2020-21